# Johann Conrad Develey
Johann Conrad Develey (Lindau, lago de Constança, 5 de fevereiro de 1822 – Munique, 1886) foi um empresário alemão, fundador da Develey Senf & Feinkost. Inventou a mostarda bávara.

## Biografia
Develey cresceu em Lindau, obteve uma formação técnica como vendedor em Augsburgo e foi para Munique em 1844. Em 1845 fundou na Kaufingerstraße em Munique uma fábrica de mostarda, que produziu inicialmente mostarda francesa. Em 1854 inventou a mostarda doce, composta de mostarda de Dijon, açúcar caramelizado, vinagre de vinho e uma mistura secreta de ervas. Em 1873 recebeu na Exposição Universal de Viena uma medalha. A partir de 1874 obteve o direito de denominar-se Hoflieferant (fornecedor oficial) do Reino da Baviera, constando dentre seus clientes membros da Casa de Wittelsbach, como Oto da Baviera e Leopoldo, Príncipe Regente da Baviera.

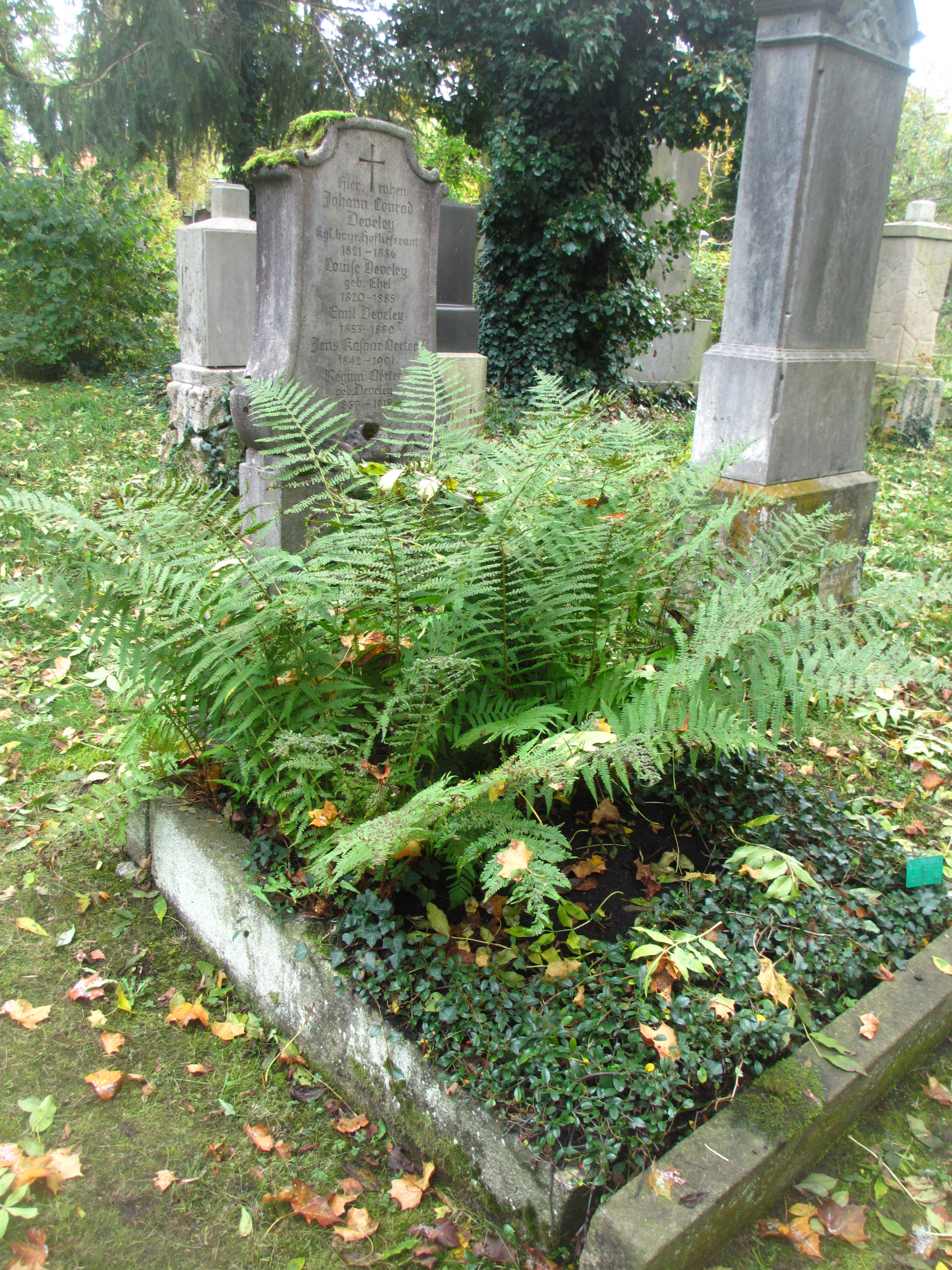
Sepultura de Johann Develey no Alter Südfriedhof (Munique)

## Morte
Develey morreu em 1886 e foi sepultado no Alter Südfriedhof (Munique) (Gräberfeld 20 – Reihe 4 – Platz 3/4) juntamente com sua mulher Louise (1820–1885, neé Ehrl).

## Descendência
O casal teve dois filhos, Emil (1853–1880) e Regina (1857–1918, casada com Werter). O título Kgl. Bayerischer Hoflieferant está gravado em sua sepultura.